# Gema Pascual
Gema Pascual Torrecilla (nascida em 12 de janeiro de 1979) é uma ex-ciclista espanhola que participava em competições de ciclismo de pista e estrada.
Participou nos Jogos Olímpicos de 2004, em Atenas, onde terminou em sétimo lugar na prova de corrida por pontos e ganhou um diploma olímpico.